# Waża Margwelaszwili
Waża Margwelaszwili (gruz. ვაჟა მარგველაშვილი; ur. 3 października 1993) – gruziński judoka, dwukrotnie brązowy medalista mistrzostw świata, trzykrotny mistrz Europy, brązowy medalista igrzysk europejskich. Brał udział w Letnich Igrzyskach Olimpijskich 2016, 2020  i 2024.

## Igrzyska olimpijskie
| Runda    | Przeciwnik    | Wynik     | Osiągnięcie |
| -------- | ------------- | --------- | ----------- |
| 1. runda | Wolny los     | Wolny los | 2. runda    |
| 2. runda | Adrian Gomboc | P 000–100 | 2. runda    |